# Група гуміту
Група гумітів — це група незосилікатів із загальною формулою An(SiO4)m(F,OH)2.
Коли A переважно являє собою магній, ми маємо підгрупу гуміту:
- норбергіт, Mg3(SiO4)(F,OH)2
- хондродит, (Mg,Fe,Ti)5(SiO4)2(F,OH,O)2
- гуміт, (Mg,Fe)7(SiO4)3(F,OH)2
- кліногуміт, (Mg,Fe)9(SiO4)4(F,OH)2

Підгрупа мангано-гумітів має членів
- алеганіт, (Mn2+)5(SiO4)2(OH,F)2
- мангано-гуміт, (Mn,Mg)7(SiO4)3(OH)2
- соноліт, Mn9(SiO4)4(F,OH)2

і підгрупа лейкофеніциту має членів
- рибеїт, Mn5(SiO4)2(OH)2
- лейкофеніцит, (Mn,Ca,Mg,Zn)(SiO4)3(OH)2
- джериджибсит (Mn,Zn)9(SiO4)4(OH)2

Хондродит є найпоширенішим представником групи гумітів. Він може містити Ti до 9,6% TiO2. Хондродит із копальні "Стерлінг-Гілл" і копальні "Франкліна" містить цинк до 11,5% ZnO та Mn до 36% MnO, і за складом наближається до алеганіту.
Гумітові мінерали зазвичай перетворюються на серпентини або багатий магнієм хлорит і розчиняються під час вивітрювання, залишаючи залишки оксиду заліза.